# Киренийский корабль
Киренийский корабль — греческое торговое судно, потерпевшее кораблекрушение у берегов Кипра в IV веке до н. э. Он был обнаружен ныряльщиками Кипра и Греции в 1967 году недалеко от прибрежного города Кирения. Майкл Катзев, аспирант Музея археологии и антропологии Пенсильванского университета, провёл его детальное изучение в 1967 — 1969 годах. Находка была широко освещена Национальным географическим обществом. Остатки корабля были подняты с морского дна зимой 1970 года. 75% корабля находятся в хорошем состоянии и на сегодняшний день он является единственным сохранившимся судном классической эпохи Греции. В 1974 году Турция захватила Кирению и остальную часть Северного Кипра, но корабль так и остался в местном музее. В настоящее время Киренийский корабль экспонируется в Музее древних кораблекрушений в Киренийском замке. 
Затопление корабля могло быть вызвано разными причинами, но данные свидетельствуют о том, что, скорее всего это произошло из-за его износа или нападения пиратов.. Археологи обнаружили в корпусе наконечники от оружия, что может свидетельствовать о нападении на корабль, хотя так же может представлять всего лишь груз корабля. Ввиду того, что корабль был торговым, на нём должны были находиться меры веса и монеты, но они не были обнаружены. Также не был найден хоть какой-либо ценный груз, что возможно является подтверждением теории ограбления судна пиратами и его дальнейшего потопления. Найденный на судне груз представляет собой 400 амфор для вина, миндаль в банках, 29 жерновов, множество свинца, большую кастрюлю и бронзовый котёл. Найденные четыре чаши для питья, четыре деревянные ложки и четыре кувшина для масла позволяют предположить, что экипаж состоял из четырёх моряков.
В 1985 году, на основе остатков Киренийского корабля, один из греческих учёных создал полноразмерную копию корабля, получившего названия Кирения II. Это судно стало как бы «плавающим послом кипрской культуры», побывав при этом во многих частях света, в том числе в Нью-Йорке в 1986 году, в Японии в 1988 и в ФРГ в 1989. После визита в Японию, в городе Фукуока была построена ещё одна копия корабля, которая находится на постоянной экспозиции в городе. В 2002 году началось строительство третьего экземпляра корабля под названием Свободная Кирения, с соблюдением оригинального дизайна, но используя современные методы. Его строительство было приурочено к Олимпийским играм 2004 года и после окончания строительства, судно совершило плавание в Афины с символическим грузом меди, которая впоследствии использовалась для создания бронзовых олимпийских медалей.
Киренейский корабль считается в Республике Кипр символом и национальной гордостью, а его изображение было использовано на кипрских монетах достоинством 10, 20 и 50 евроцентов.